# Prosobonia cancellata
Il piro-piro di Christmas (Prosobonia cancellata (Gmelin, 1789)) era una specie di uccello trampoliere della famiglia degli Scolopacidae. Si trovava solo sulle isole Christmas e forse Washington, dello Stato attuale delle Kiribati.
È noto solo da una singola illustrazione contemporanea (disegnata da William Wade Ellis) e da una descrizione di William Anderson poco prima la sua morte, entrambe fatte durante il terzo viaggio di circumnavigazione comandato dal capitano James Cook, che visitò l'atollo di Christmas tra il 24 dicembre 1777 e il 2 gennaio 1778.
Nel 1785, John Latham inizialmente descrisse il piro-piro sulla base del disegno (vedi anche Latham 1824:9). Tuttavia, è stato formalmente descritto da Johann Friedrich Gmelin nel 1789 (Gmelin 1789) dalla descrizione di Latham del 1785. L'illustrazione è ora al Natural History Museum di Londra (NHMUK), avendo originariamente fatto parte della collezione di Sir Joseph Banks.

## Sistematica
- sinonimo: Aechmorhynchus parvirostris